# François Bonnet (journaliste)
Pour les articles homonymes, voir Bonnet et François Bonnet.
François Bonnet, né en 1959, est un journaliste français.

## Biographie
Il a débuté au Matin de Paris puis à l'hebdomadaire VSD en tant que secrétaire de rédaction de 1983 à 1985.
En 1986, il rejoint le quotidien Libération, où il est successivement secrétaire de rédaction, rédacteur au service Société puis Politique. Il devient en 1992 chef adjoint du service Politique. En 1994, il participe au lancement de la nouvelle formule de Libération en étant chef adjoint du cahier « Métro ». 
Il rejoint le quotidien Le Monde en 1995 comme chef adjoint du service Société puis est, à partir de 1998, correspondant du quotidien à Moscou. Nommé rédacteur en chef, il dirige le service International de 2001 à 2005. Rattaché ensuite à la direction générale du Monde, il travaille sur un projet de quotidien gratuit. 
En octobre 2006, François Bonnet quitte le groupe Le Monde. 
Du 1er janvier au 15 novembre 2007, il est directeur adjoint de la rédaction de l'hebdomadaire Marianne.
Il est l'un des fondateurs en 2008 de Mediapart, dont il assure la direction éditoriale jusqu'en 2018. À l'été 2019, Mediapart change sa structure de gouvernance afin que la totalité des parts du media soit détenue par un fonds à but non lucratif, fait inédit pour un media français.
En janvier 2022, il est auditionné dans le cadre de la commission d'enquête du Sénat au sujet de la concentration des médias en France, au titre de président du Fonds pour une presse libre,.

## Publications
- François Bonnet (dir.), Des vies en révolution : ces destins saisis par Octobre-17, Paris, Don Quichotte, 2017, 248 p. (ISBN 978-2-35949-651-2).